# FIFA Football 2005
 (juillet 2017).
Si vous disposez d'ouvrages ou d'articles de référence ou si vous connaissez des sites web de qualité traitant du thème abordé ici, merci de compléter l'article en donnant les références utiles à sa vérifiabilité et en les liant à la section « Notes et références ».
FIFA Football 2005 est un jeu vidéo de football développé et édité par Electronic Arts en 2004.
Le jeu est développé par EA Canada et édité par EA Sports. Il est disponible sur PlayStation, PlayStation 2, Microsoft Windows, Xbox, PlayStation Portable, GameCube, téléphone mobile, Gizmondo, N-Gage et Game Boy Advance.

## Développement
FIFA Football 2005 est le douzième épisode de la série FIFA Football, le neuvième en 3D. FIFA Football 2005 est aussi le premier titre de la série ayant pour plates-formes des consoles portables de septième génération ainsi que le dernier à sortir sur PlayStation.
Le jeu sort beaucoup plus tôt qu'au traditionnel mois d'octobre dans le but d'éviter la concurrence de Pro Evolution Soccer 4 et de FIFA Street. Bien que des critiques considèrent que le gameplay est moins bon que celui de son homologue Konami, FIFA Football 2005 s'est sensiblement amélioré par rapport à FIFA Football 2004. Le jeu est marqué par la possibilité de créer un joueur, ainsi qu'un mode carrière de quinze saisons.
Le DJ britannique Paul Oakenfold est à l'origine de la bande-son. Patrick Vieira, Fernando Morientes et Andriy Chevtchenko figurent sur la jaquette de FIFA Football 2005. En Amérique du Nord, Oswaldo Sánchez remplace Vieira.

## Jaquette
- Europe : Patrick Vieira (Arsenal FC), Fernando Morientes (Real Madrid) Andriy Chevtchenko (AC Milan)
- Amérique du Nord : Oswaldo Sánchez (Chivas de Guadalajara), Fernando Morientes (Real Madrid) Andriy Chevtchenko (AC Milan)
- Japon : Oliver Kahn (Bayern Munich)

## Bande-son
FIFA Football 2005 possède de nombreux morceaux sur sa bande sonore.
- Air - Surfing on a Rocket
- Brothers - Dieci Cento Mille
- Nortec - Almada
- Debi Nova - One Rhythm (Do Yard Riddim Mix)
- Emma Warren - She Wants You Back
- Faithless - No Roots
- Ferry Corsten - Rock Your Body, Rock
- Flogging Molly - "To Youth (My Sweet Roisin Dubh)
- Franz Ferdinand - Tell Her Tonight
- Future Funk Squad - Sorcerary
- Gusanito - Vive La Vida
- Head Automatica - Brooklyn Is Burning
- Inverga + Num Kebra - Eu perdi você
- Ivete Sangalo - Sorte Grande
- INXS - What You Need (Coldcut Force Mix 13 Edit)
- Instinct - Sorcerary
- Los Amigos Invisibles - Esto es lo que hay (Reggaeton Remix)
- La Mala Rodríguez - Jugadoras, Jjugadores
- Mañana - Miss Evening
- Marcelo D2 - Profissão MC
- Miss J - Follow Me
- Morrissey - Irish Blood, English Heart
- Nachlader - An die Wand
- New Order - Blue Monday
- Oomph! - Augen Auf!
- Paul Oakenfold - Beautiful Goal (EA Sports Football Theme)
- Sandro Bit - Ciao sono io
- Sarah McLachlan - World on Fire (Junkie XL Remix)
- Scissor Sisters - Take Your Mama
- Seeed - Release
- Sneak Attack Tigers - The End of All Good"
- Sôber - Cientos de Preguntas"
- Soul'd Out - 1,000,000 Monsters Attack"
- The Sounds - Seven Days a Week
- The Soundtrack of Our Lives - Karmageddon
- The Streets - Fit But You Know Itv
- Wayne Marshall - Hot in the Club
- Zion y Lennox - Ahora